# Heterophrynus cervinus
Heterophrynus cervinus är en spindeldjursart som beskrevs av Pocock 1894. Heterophrynus cervinus ingår i släktet Heterophrynus och familjen Phrynidae. Inga underarter finns listade i Catalogue of Life.